# 珀塞爾 (密蘇里州)
珀塞爾（英語：Purcell）是一个美國城市，位於密苏里州碧玉县。根據2010年人口普查，該城市人口為408人。

## 地理
珀塞爾位于 37°14′31″N 94°26′16″W / 37.24194°N 94.43778°W (37.241951,-94.437670)。根据美国人口普查局，该城市的总面积為0.44平方英里（1.14平方）。